# "ナスティ"ブラック・パンサー
"ナスティ"ブラック・パンサーは、クロヒョウをモチーフにした日本の覆面レスラー。

## 経歴
- 1999年5月2日、プロレスリング華☆激山川勤労者体育センター大会でデビュー。
- 2000年9月、レッスル夢ファクトリー福岡大会で自らマスクを脱いで正体がGENTAROであることを明かす。

## 得意技
スウィート・チン・ミュージック

## 入場曲
- Black Cat（ジャネット・ジャクソン）

## エピソード
- 破天荒かつ変幻自在な空中殺法で人気を博していた。
- GENTAROがどちらかと言えば真面目な好青年といった性格であるのに対して、パンサーは女好きな軟派キャラクターでリング上で花束を持った女性に抱きついたり、試合中にナンパをしたりしている。
- 一時期、GENTAROとパンサーのキャラクターギャップに悩んでいた時期があった。正体を明かしたのも悩んだ末の事だと思われる。現在では吹っ切れた模様。